# خاندان لورن
خاندان لورن (آلمانی: Haus Lothringen) به عنوان یک شاخه فرعی از خاندان متس سرچشمه گرفت. در سال ۱۴۷۳ پس از مرگ بدون وارث مرد نیکلاس یکم، دوک لورن، دوک‌نشین لورن را به ارث برد. با ازدواج فرانسیس لورن با ماریا ترزا در سال ۱۷۳۶ به ارث برده شد و با موفقیت در جنگ جانشینی اتریش بعد از پیروزی اتریش، خاندان لورن به خاندان هابسبورگ پیوست و در حال حاضر به عنوان خاندان هابسبورگ-لورن (آلمانی: Haus Habsburg-Lothringen). شناخته می‌شود. فرانسیس، پسرانش یوزف دوم و لئوپولد دوم و نوه‌اش فرانتس دوم چهار امپراتور امپراتوری مقدس روم از ۱۷۴۵ تا انحلال امپراتوری در سال ۱۸۰۶ از این خاندان بودند. این خاندان بر امپراتوری اتریش و سپس اتریش-مجارستان تا زمان انحلال سلطنت در سال ۱۹۱۸ حاکم بود.
اگرچه بزرگان ارشد آن دوک‌های هوهنبرگ هستند، اما در حال حاضر سرپرستی این خاندان بر عهده کارل فن هابسبورگ (متولد ۱۹۶۱)، پسر اتو فن هابسبورگ و نوه آخرین امپراتور کارل یکم است.